# Бумвініл
Бумвіні́л — матеріал для обклеювання суцільнопокритих і складених палітурок, виготовляється на основі особливого міцного паперу, на який наноситься розплавлений пластикат. 
Бумвініл може мати різну фактуру (гладку або таку, що імітує різні види шкіри і тканини)та забарвлення. Придатний для виготовлення суцільнопокритої палітурки, добре приймає тиснення як палітурною фольгою, так і безфарбове. Застосовується для оздоблення обкладинок діловодних та архівних справ, обкладинок загальних зошитів, папок, блокнотів тощо.